# 勝沼堰堤
勝沼堰堤（かつぬまえんてい）は、山梨県甲州市勝沼町岩崎地先に建設された、不透過型の砂防ダム。1915年（大正4年）9月7日から1917年（大正6年）3月31日にかけて建設された。河川の蛇行点を巧みに利用した構造や、日本の砂防ダムとして初めて基礎部にコンクリートが使用されるなど、当時最先端の土木技術を用いて建設された。当時の土木技術を現代に伝える近代土木遺産として評価され、1997年（平成9年）5月7日に国の登録有形文化財に登録された。

## 概要

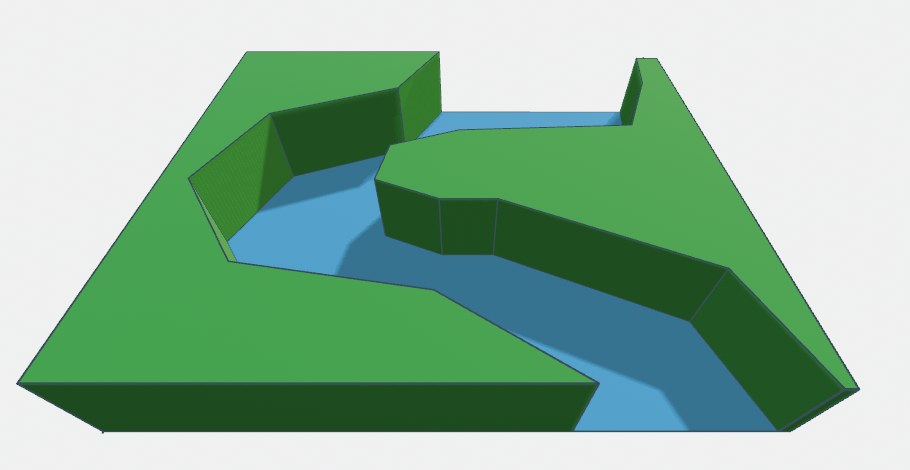
勝沼堰堤施工前の日川

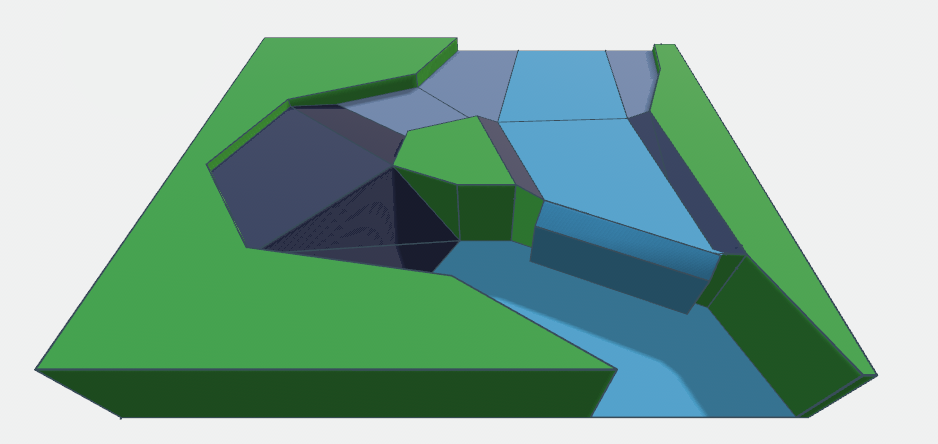
勝沼堰堤施工後。湾曲した部分を埋め立て、せり出した天然の岩盤を越流する構造。

1907年（明治40年）、日川において発生した大水害を受け、内務省の直轄として工事が行われた。勝沼堰堤の工事は、日川の治水に加え、砂防技術の確立のための実験場としての意味合いもあったと思われる。
堰堤本体は石積み堰堤で、日川の蛇行した場所を埋め立てるように建設されている。水通し（放水路）は堰堤の上ではなく、蛇行点に大きくせり出した岩盤部の上に設けられている。そのため、水通しは天然の岩盤がむき出しの構造であり、天然の滝さながらの外見をしている。この構造は、堰堤の上を越流する一般的な砂防ダムとは大きく異なる点である。

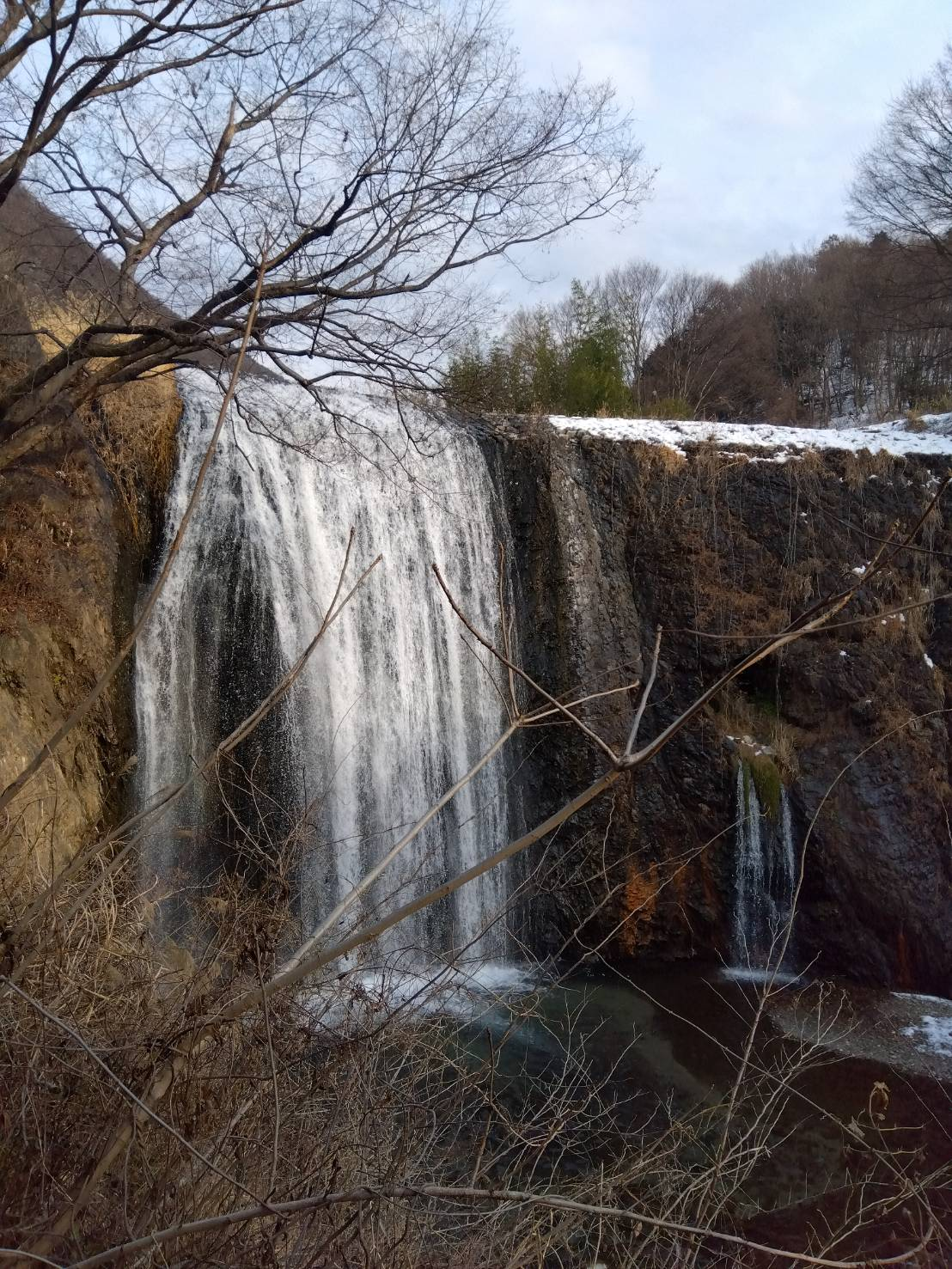
祇園の滝

なお、堰堤には水神が祀られ、この滝は「祇園の滝」として親しまれている。
また、勝沼堰堤は砂防学習公園として整備されている。堰堤の上は遊歩道が整備され、祇園の滝を間近で観察することができる。